# Neothoracaphis tarakoensis
Neothoracaphis tarakoensis är en insektsart. Neothoracaphis tarakoensis ingår i släktet Neothoracaphis och familjen långrörsbladlöss. Inga underarter finns listade i Catalogue of Life.